# Réunionse voetbalbond
De Ligue réunionnaise de football (LRF) is de voetbalbond van Réunion, een Frans overzees departement. Het LRF organiseert onder andere de  Première Division en de Beker van Réunion.
In tegenstelling tot andere voetbalbonden die aangesloten zijn bij de FIFA is de Réunionse voetbalbond enkel aangesloten bij de Franse voetbalbond en, sinds 1992, bij de Confédération Africaine de Football.